# エアロノーティクス エアロスター

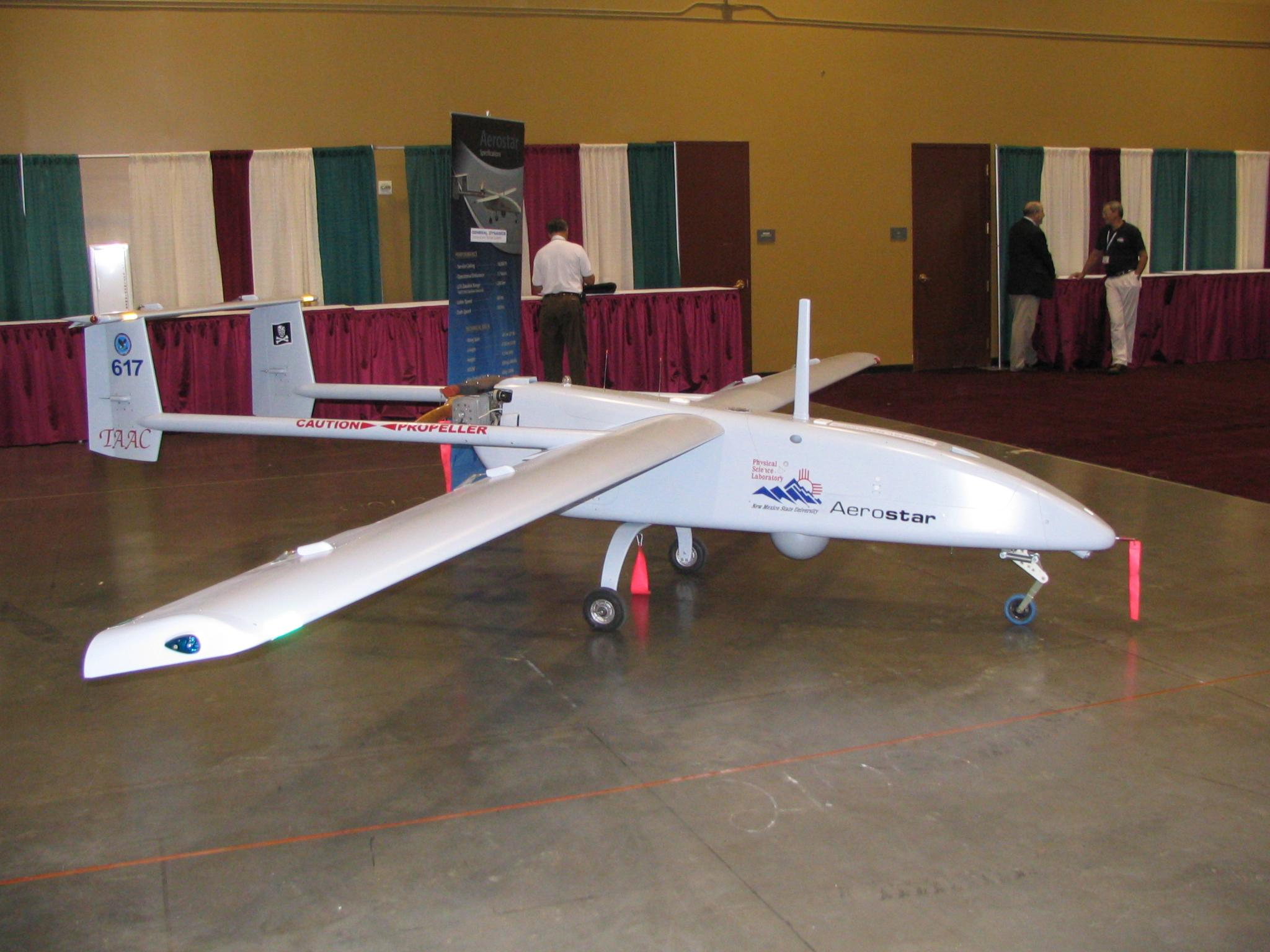
エアロスター

エアロスター（Aerostar）は、イスラエルのエアロノーティクス・ディフェンス・システムズで開発された戦術UAV（無人航空機）。軍用・民間両方での運用を想定している。

## 概要
このクラスのUAVとしてはオーソドックスな、レシプロエンジンの推進式双胴機。現在のモデルは改良によって主翼端にウィングレットが追加されている。離着陸には滑走路を使用するが、高いSTOL性能を有し、後に自動離着陸機能（ATOL）も新たに開発されている。メーカーはヘリコプターや地上部隊との連携も考慮されていると説明しているが、詳細は不明である。
搭載可能センサーには、EO/IR（電子光学/赤外線）センサー、合成開口レーダー、シギント用機材がある。
2000年にイスラエル軍に就役し、アメリカ海軍でも導入実績がある。ポーランド軍はアフガニスタンでの任務用に8機のエアロスターを購入していたが、実際に使用されていたのはエアロノーティクス社から借りられていた機体で、ATOL機能が実装されないなどの契約上の問題から軍には納入されなかった。

## 採用国

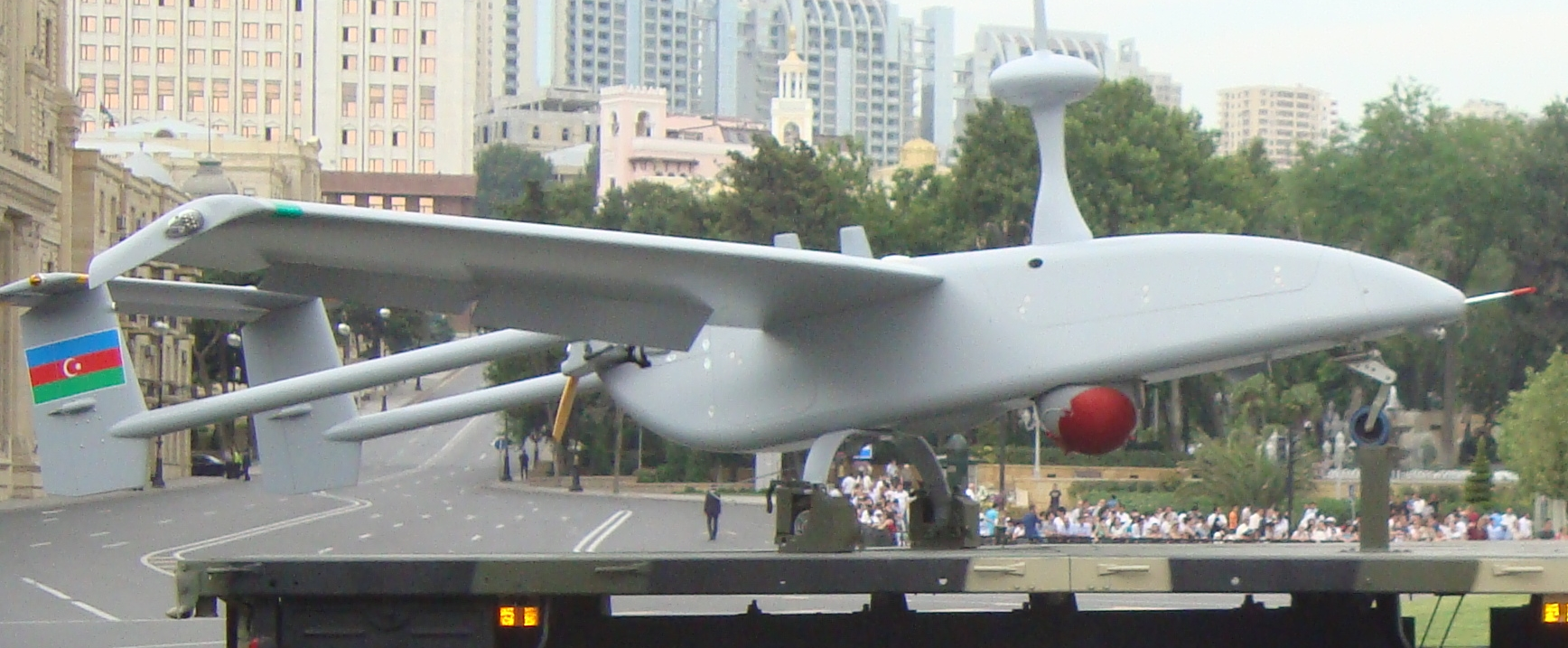
アゼルバイジャン軍のエアロスター

- アゼルバイジャン[注釈 1]
- アンゴラ
- ジョージア
- インドネシア
- イスラエル
- メキシコ
- オランダ
- ナイジェリア
- ポーランド
- タイ
- トルコ
- アメリカ合衆国

## 諸元
- 全長：4.5m
- 全幅：6.5m（7.5mあるいは8.5mとする情報もあり）
- 全高：1.2m
- 最大離陸重量：210kg
- エンジン：Zanzottera 498i  レシプロエンジン（38馬力）×1
- 最大速度：204km/h
- 運用高度：5,486m
- 航続時間：12時間
- 行動半径：250km
- ペイロード：50kg